# Octaaffeest

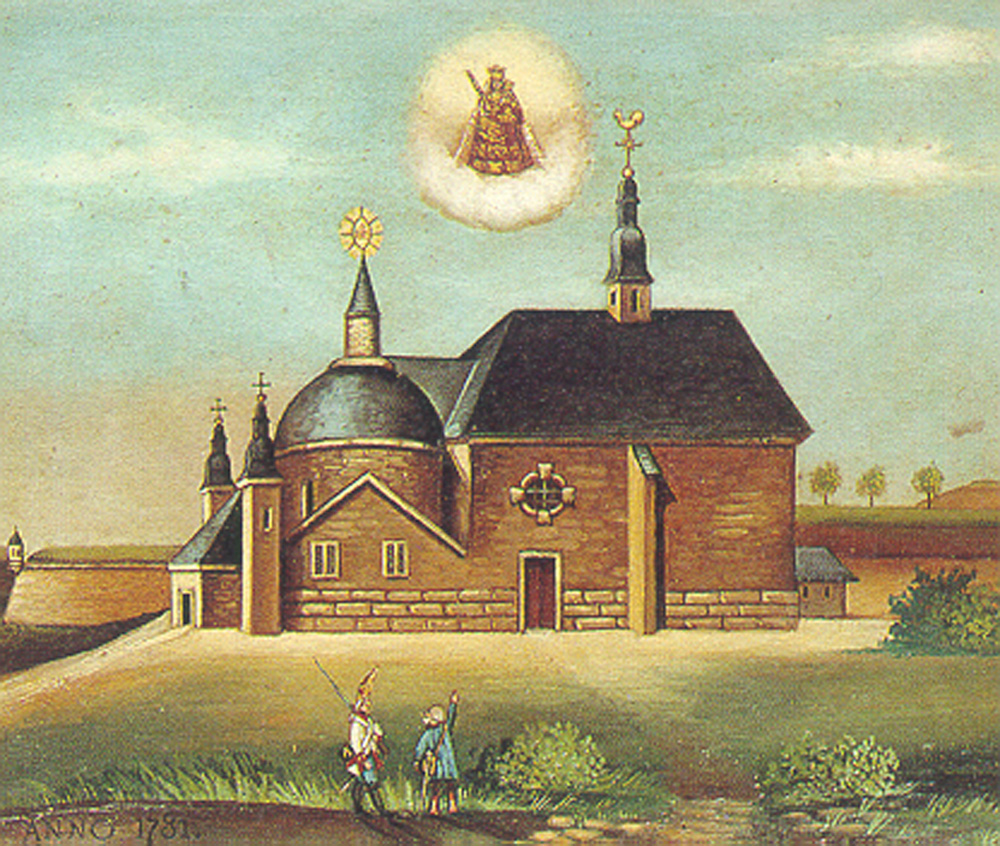
Oorspronkelijke kapel voor Mariabedevaarten aan de Luxemburgse stadsmuren

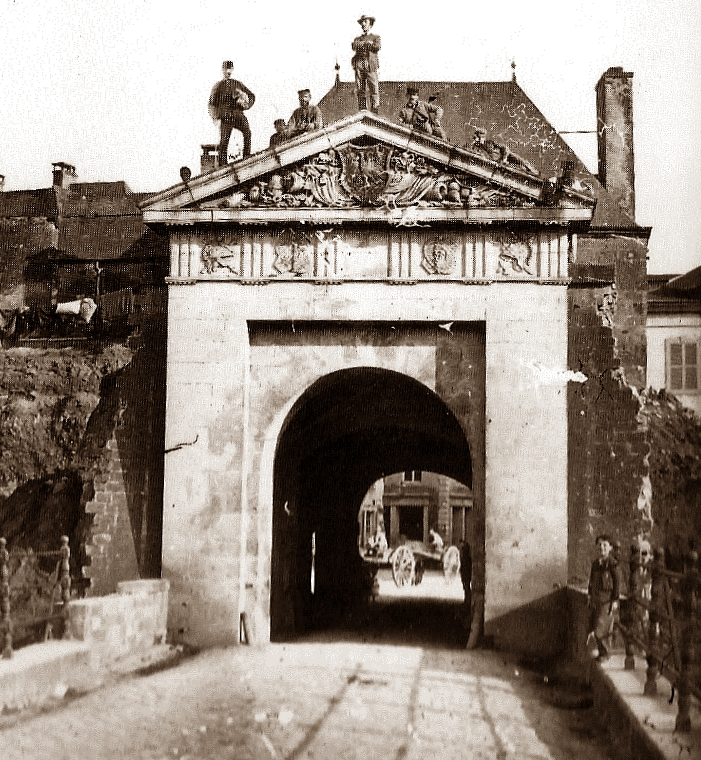
Nieuwe Poort, de stadspoort van Luxemburg waarbij de Jezuïetenkapel stond

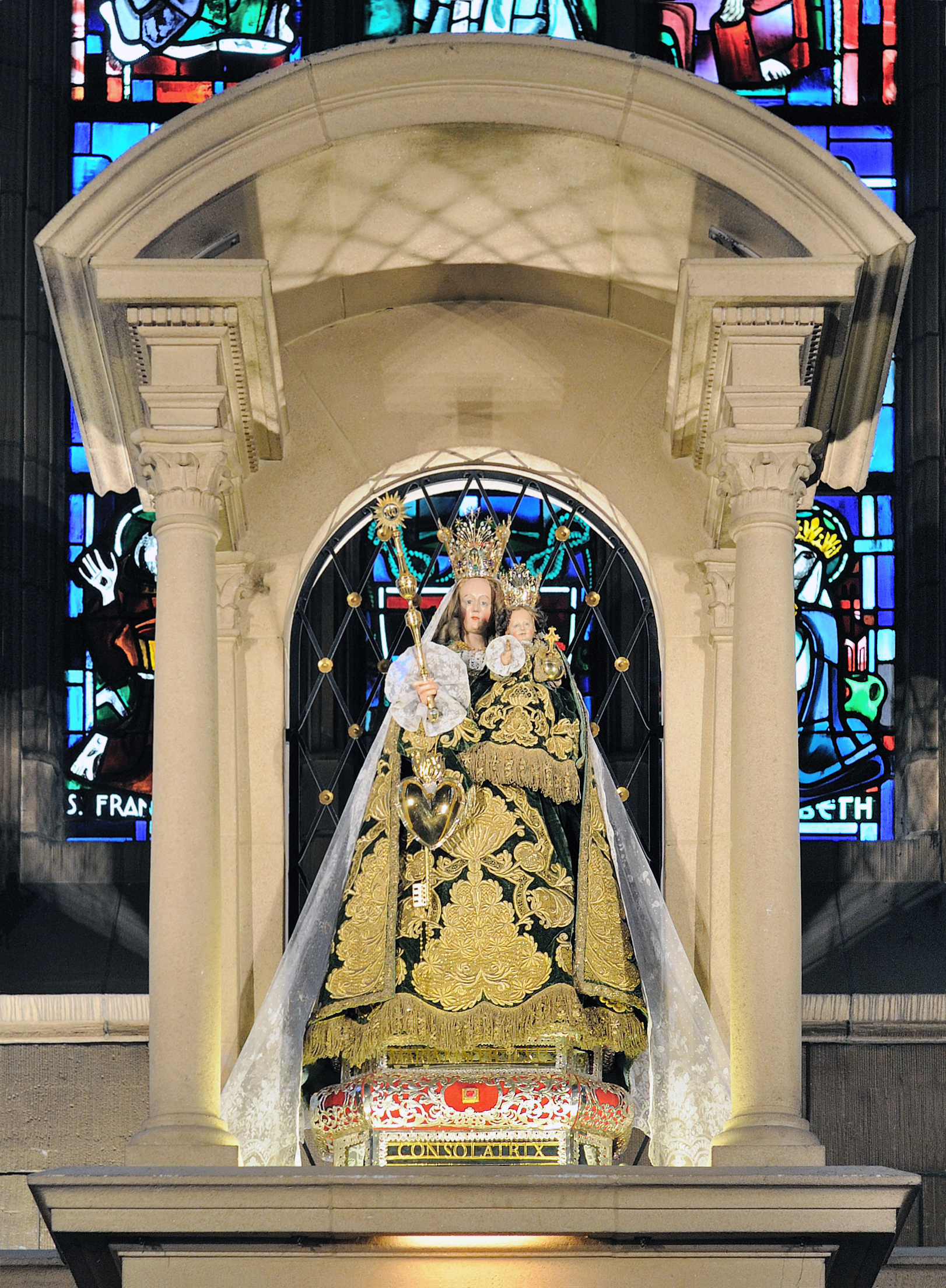
Mariabeeld in de kathedraal van Luxemburg, voorheen Jezuïetenkerk.

Het Octaaffeest is het grootste religieuze feest in het groothertogdom Luxemburg. Het gaat gepaard met bedevaarten vanuit het groothertogdom Luxemburg, Belgisch Luxemburg, Noord-Lotharingen en de Eifel naar de kathedraal van Luxemburg. Het is een Maria-feest, dat eindigt met een katholieke processie bijgewoond door de groothertogelijke familie en autoriteiten van Luxemburg. Het Maria-beeld dat in de processie wordt gedragen, heeft de naam Consolatrix Afflictorum, Patrona Civitatis et Patriae Luxemburgensis. Dit betekent troosteres der bedroefden en patrones van de stad en het land Luxemburg.
De naam Octaaf komt van de kerkelijke periode voor 8 dagen. Het Octaaffeest vindt plaats tussen de 3e zondag en de 5e zondag na Pasen. Strikt gezien is het een dubbel-octaaf.
De oorsprong gaat terug tot de Contrareformatie in de Spaanse Nederlanden. In 1642 bouwde de Jezuïet Jacques Broquart, samen met studenten uit het Jezuïetencollege van Luxemburg, een kapel ter ere van Maria. De kapel was gelegen aan de stadsmuren van Luxemburg, meer bepaald aan de Nei Paart (Nieuwe Poort), een belangrijke toegangspoort tot de stad. Aangezien Jacques Broquart genezen was van de pest, werd de kapel een bedevaartsoord voor heel het (Spaanse) hertogdom Luxemburg. In 1666 werd het Mariabeeld patrones van de stad Luxemburg en vond de eerste processie plaats. In 1678 werd het Mariabeeld patrones van het hertogdom Luxemburg en het graafschap Chiny.
De Franse bezetters vernielden de Jezuïetenkapel eind 18e eeuw. Het beeld werd verplaatst naar de Jezuïetenkerk van Luxemburg, die sinds midden de 19e eeuw de kathedraal van Luxemburg werd, omwille van het nieuw opgerichte bisdom Luxemburg.